# 廣瀬大社
廣瀬大社（ひろせたいしゃ、広瀬大社）は、奈良県北葛城郡河合町川合にある神社。式内社（名神大社）、二十二社（中七社）の一社。旧・社格は官幣大社で、2024年（令和6年）現在は神社本庁の別表神社。
旧称は「廣瀬神社（ひろせじんじゃ、広瀬神社）」。

## 祭神
祭神は次の3柱。
主祭神
- 若宇加能売命（わかうかのめのみこと）
  - 別称で大忌神。「廣瀬大忌神（ひろせおおいみのかみ）」とも。社伝では伊勢神宮外宮の豊宇気比売大神、伏見稲荷大社の宇加之御魂神と同神とする。龍田大社の龍田風神とも関係があるとしている。

相殿神
- 櫛玉命（くしたまのみこと）
  - 社伝では饒速日命を指す。社家の樋口氏 は饒速日命を祖神とする物部氏の末裔であり、社家の邸宅内には饒速日命を祀る境外末社の饒速日命社がある。

- 穂雷命（ほのいかづちのみこと）

## 歴史

廣瀬大社の神紋（橘紋）

鎮座地は、高田川と一緒になった曽我川・大和川・飛鳥川など奈良盆地内を流れる河川のほとんどが合流する地点であり、このことから水神を祭る。社伝では、崇神天皇9年、広瀬の河合の里長の廣瀬臣藤時に託宣があり、水足池と呼ばれる沼地が一夜で陸地に変化し橘が数多く生えたことが天皇に伝わり、その地に大御膳神として社殿を建てて祀ったのに始まるとしている。龍田の風神・広瀬の水神として並び称された。『日本書紀』天武天皇4年（675年）4月10日条には風神を龍田立野に、大忌神を広瀬河曲に祀ったとの記述があり、これが4月・7月に行われる廣瀬大忌祭の起源とされている。
延長5年（927年）成立の『延喜式』神名帳では大和国広瀬郡に「広瀬坐和加宇加乃売命神社（廣瀬坐和加宇加乃売命神社） 名神大 月次新嘗」として、名神大社に列するとともに朝廷の月次祭・新嘗祭で幣帛に預かった旨が記載されている。
神階は弘仁13年（822年）8月3日、従五位下 （『日本紀略』（表記は「広湍神（廣湍神）」））。嘉祥3年（850年）7月11日、従五位上 （『日本文徳天皇実録』（表記は「若宇加乃売命神」））。仁寿2年（852年）7月25日、従四位下 （『日本文徳天皇実録（表記は「若宇加乃売命神」）』） 。仁寿2年（852年）10月2日、従三位 （『日本文徳天皇実録』（表記は「若宇加乃売命神」）） 。天安3年（859年）1月27日、従三位から正三位 （『日本三代実録』（表記は「広瀬神（廣瀬神）」））。そして永保元年（1081年）に最高位の正一位を受けている。後の二十二社の一つともなった。
室町時代には神領は500余町あったが、永正3年（1506年）に細川政元の家臣・赤沢朝経の焼き討ちによって宝物や古文書が焼失し、神領が横領される。天正年間（1573年 - 1593年）には豊臣秀長によって神領が没収されてしまう。
1871年（明治4年）5月14日、官幣大社に列格した。第二次世界大戦以降、廣瀬大社と称するようになった。
1948年（昭和23年）に神社本庁の別表神社に加列されている。
境内には日露戦争の戦利品であるロシア陸軍の野砲とその砲弾が奉納されて展示されている。

## 境内
- 本殿（奈良県指定有形文化財） - 正徳元年（1711年）再建。
- 幣殿
- 拝殿 - 明治時代再建。
- 社務所
- 神馬舎
- 奉納大砲 - 日露戦争の戦利品。ロシア陸軍の野砲とその砲弾。

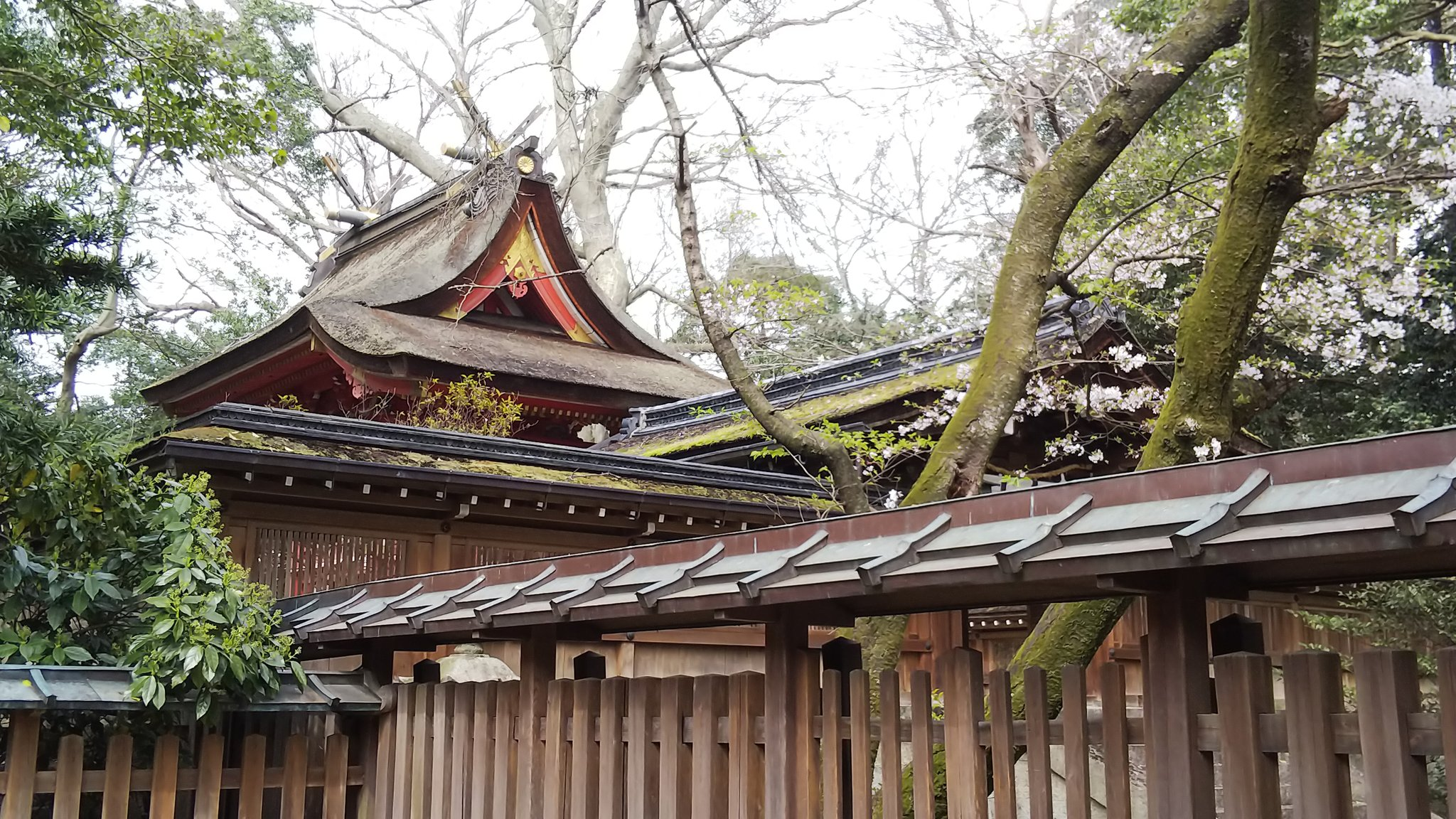
本殿
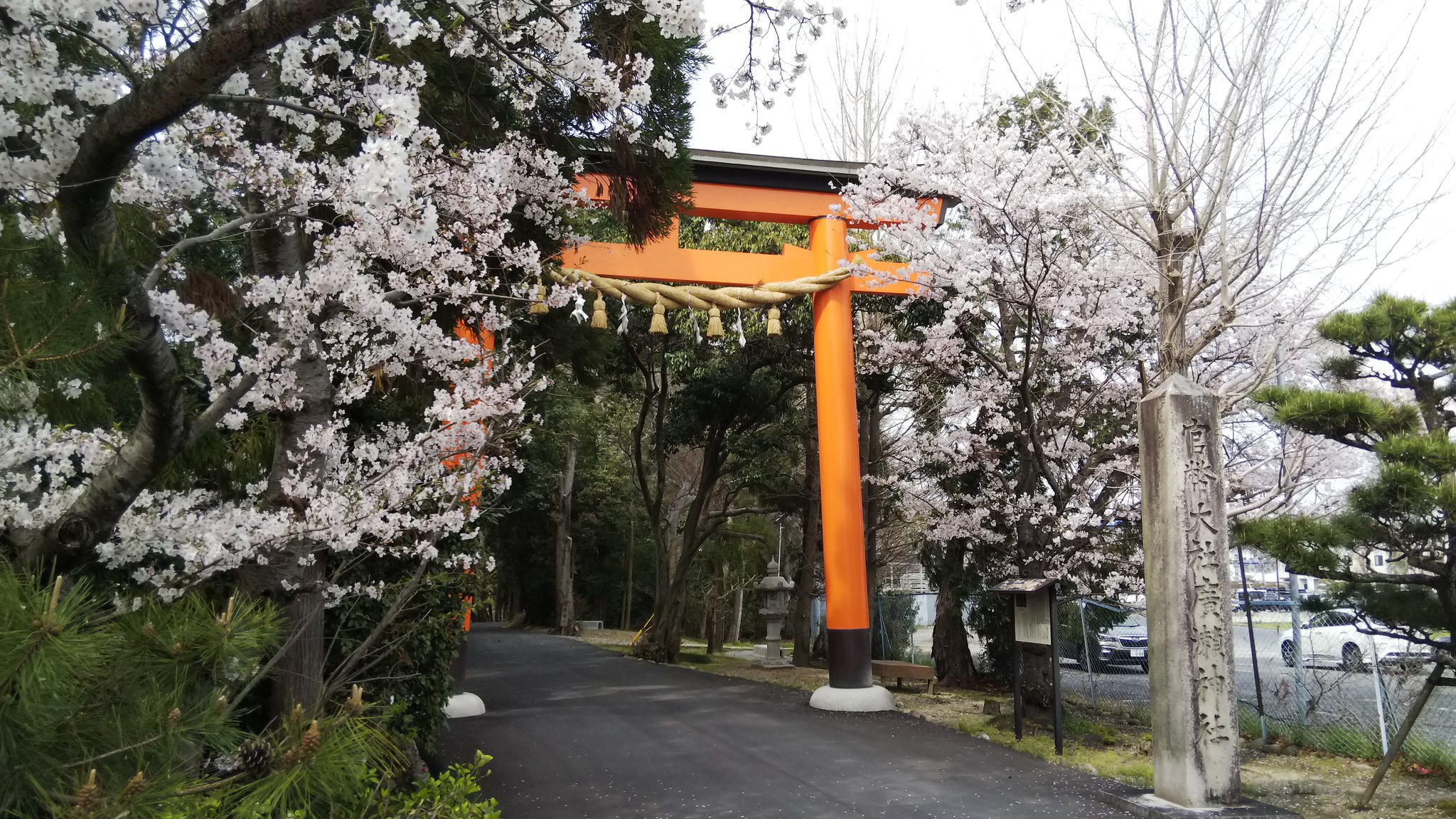
大鳥居
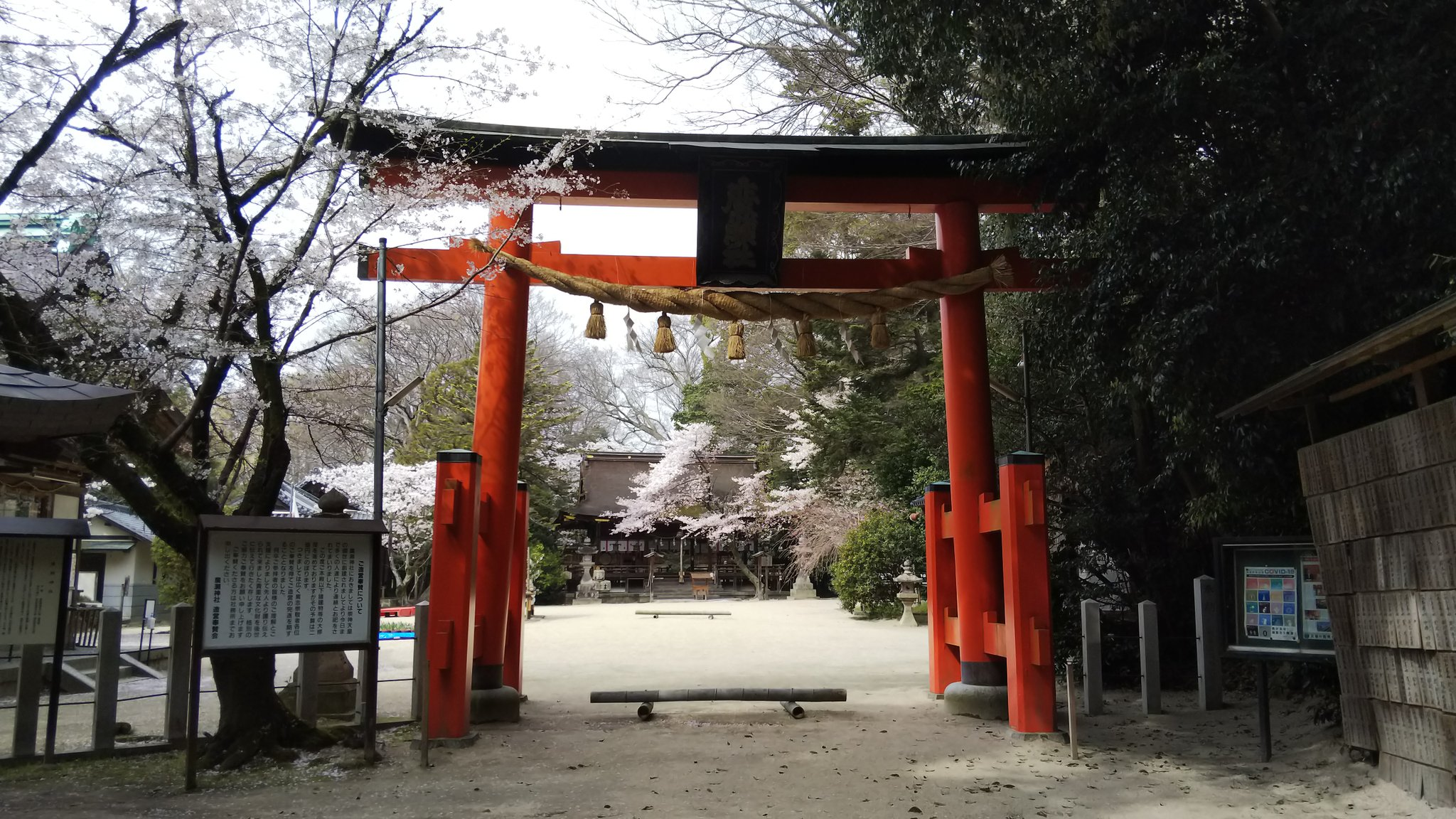
二の鳥居
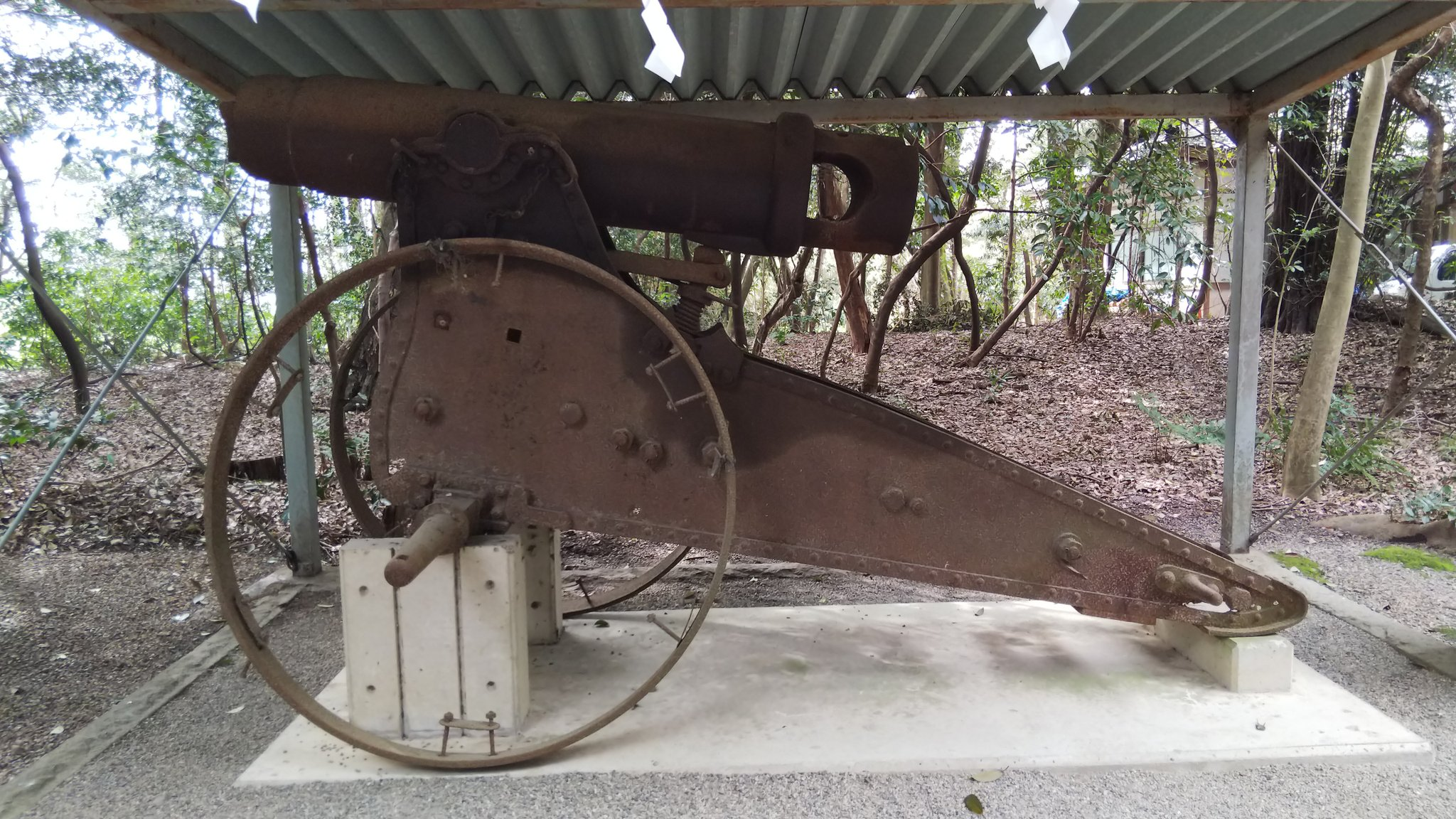
奉納大砲

## 摂末社

### 境内社
- 水足明神

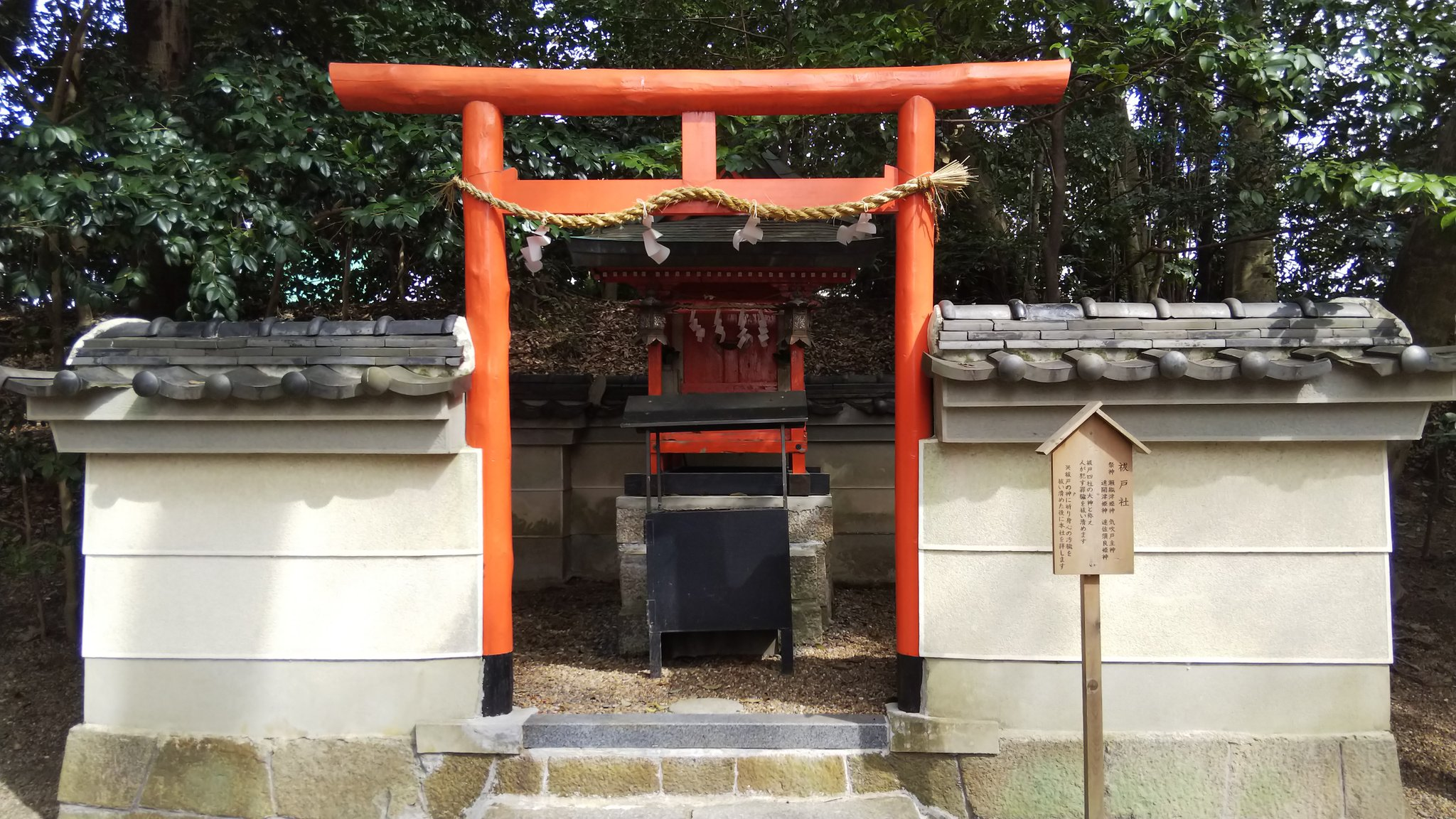
祓戸社
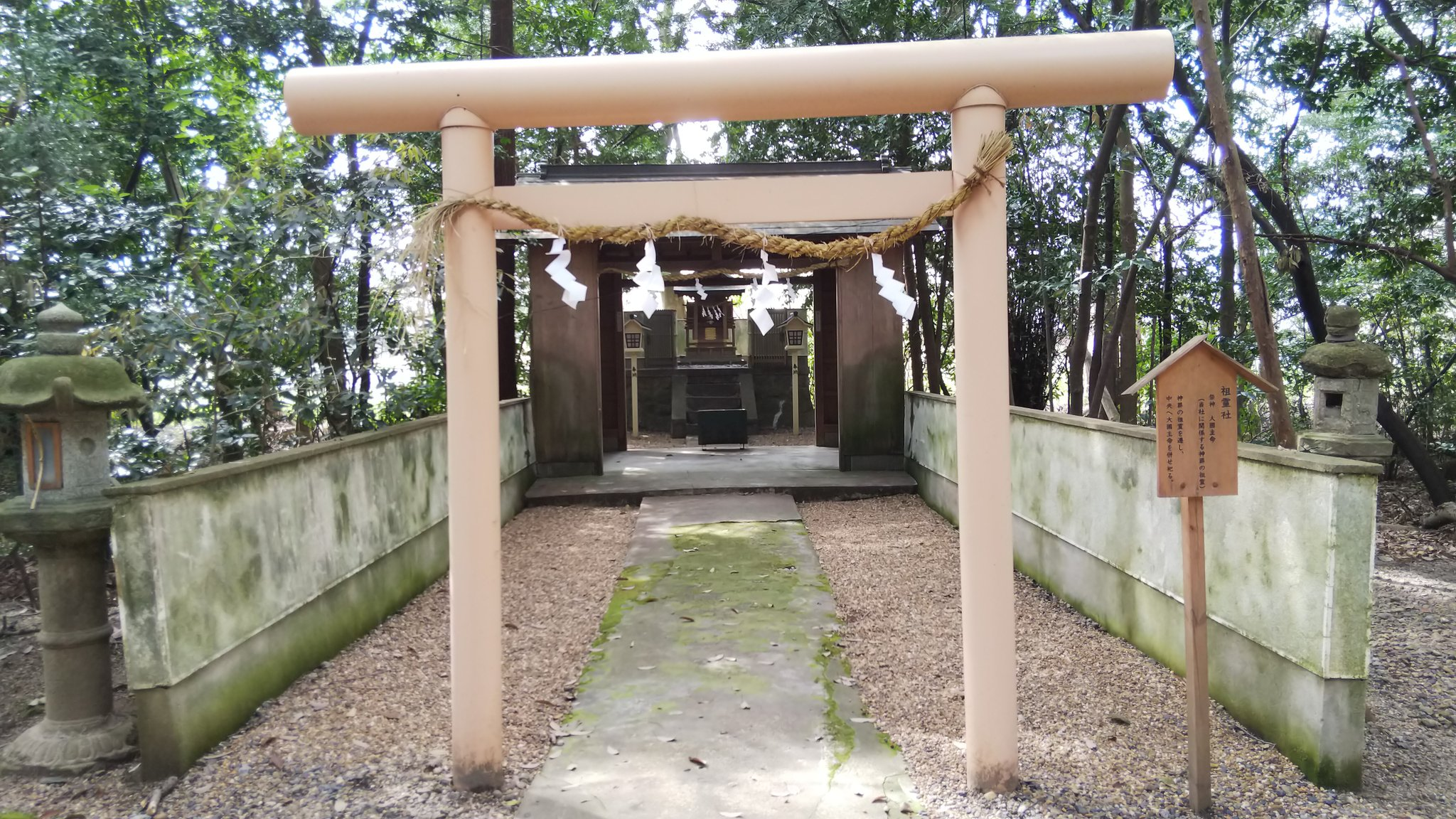
祖霊社
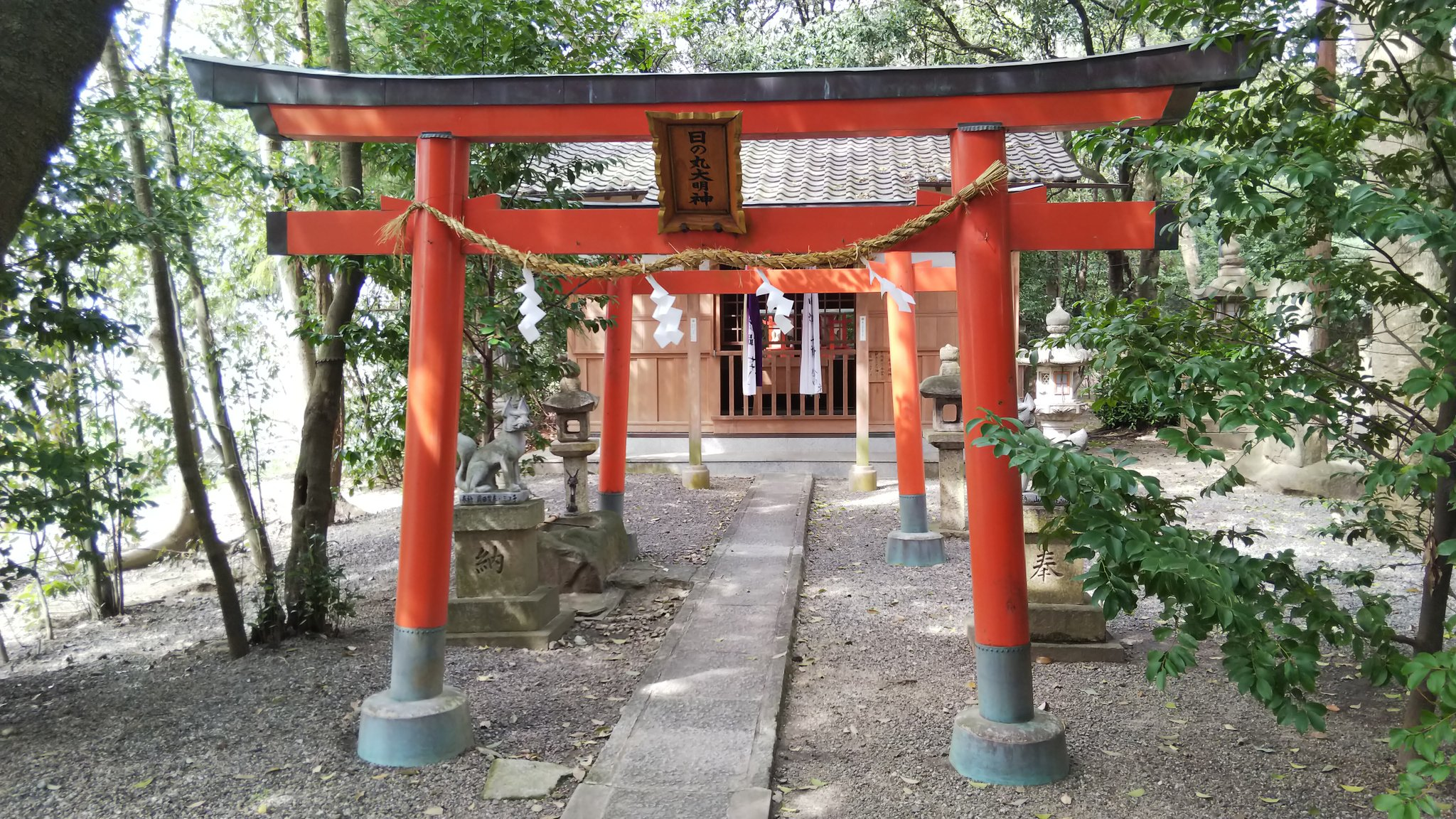
稲荷社
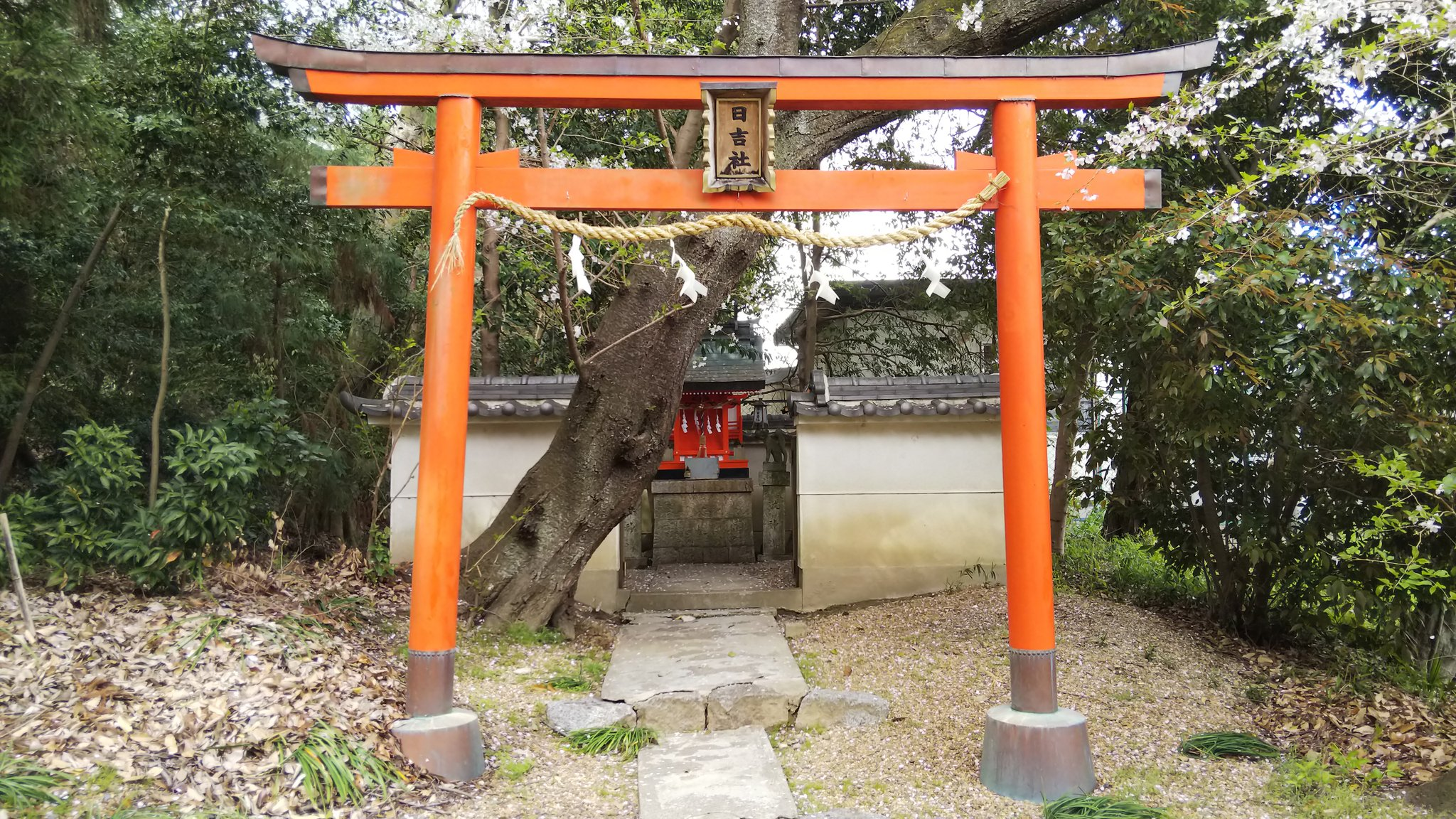
日吉社

- 祓戸社
- 祖霊社
- 稲荷社
- 日吉社

### 境外社
- 饒速日命社
- 八神殿社
- 水分神社 - 摂社。

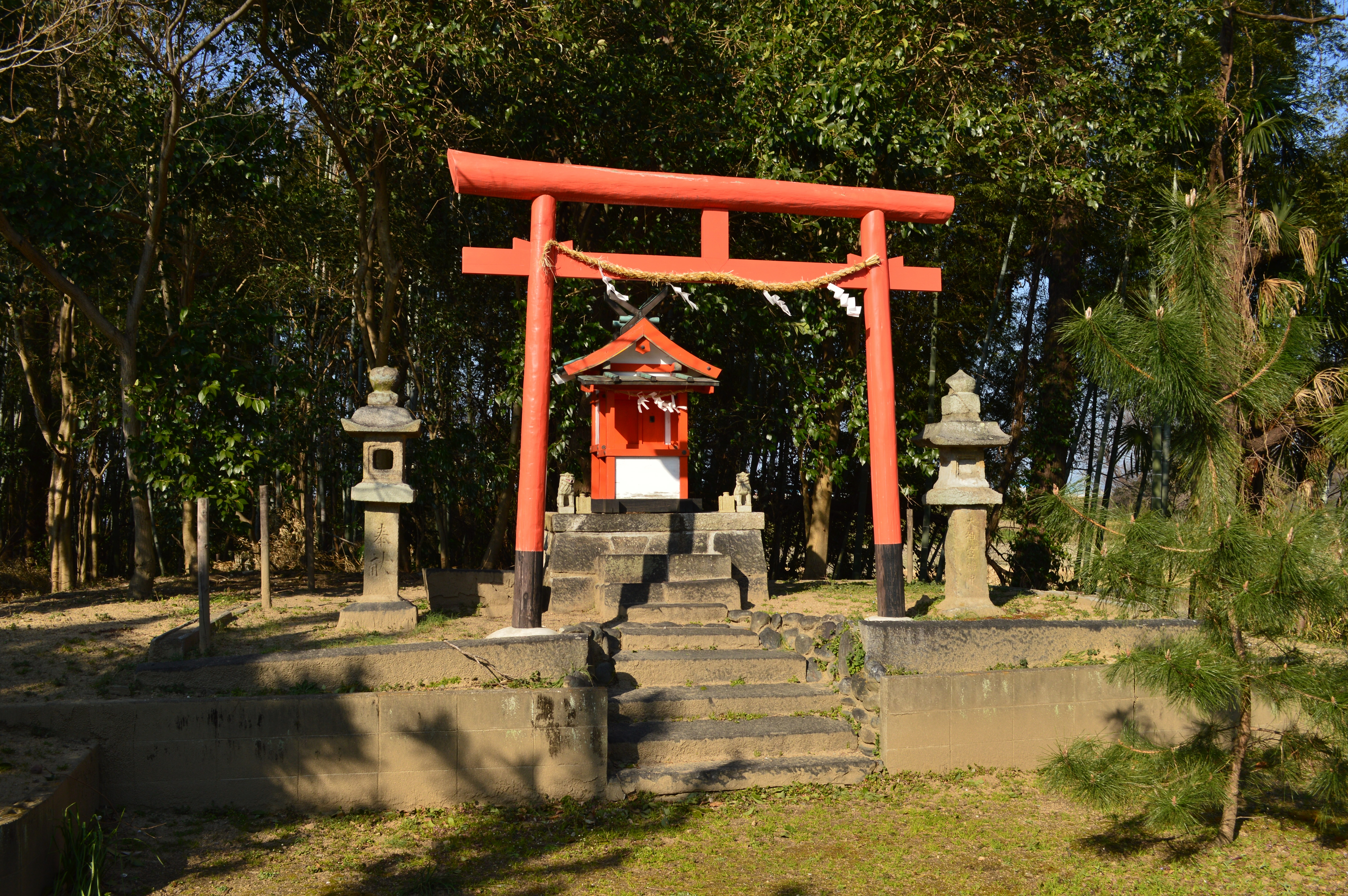
水分神社

## 主な祭事
- 2月11日 例祭・砂かけ祭（御田植祭）
  - 大忌祭の御田水口祭礼に由来するもので、砂を雨に見たてた祈雨の神事である。拝殿前の広場を田に見立てて田植えの所作を行い、それに対して参詣者と田人・牛に扮したひとが一斉に砂をかけあうもので、「砂かけ祭」と呼ばれる。

## 文化財

### 奈良県指定有形文化財
- 本殿（建造物） - 1988年（昭和63年）3月22日指定。

### 河合町指定無形民俗文化財
- 廣瀬神社の砂かけ祭り - 御田植祭。2009年（平成21年）12月11日指定（河合町指定文化財第5号）。

## 前後の札所
神仏霊場巡拝の道
30 朝護孫子寺 - 31 廣瀬大社 - 32 當麻寺

## 現地情報
所在地
- 奈良県北葛城郡河合町大字川合99

交通アクセス
- 西日本旅客鉄道（JR西日本）関西本線 法隆寺駅 （徒歩約30分）
- 近畿日本鉄道（近鉄）田原本線 池部駅 （徒歩約35分）

## 関連図書
- 安津素彦・梅田義彦編集兼監修者『神道辞典』神社新報社、1968年、51頁
- 白井永二・土岐昌訓編集『神社辞典』東京堂出版、1979年、295 - 296頁
- 菅田正昭『日本の神社を知る「事典」』日本文芸社、1989年、187 - 189頁
- 上山春平他『日本「神社」総覧』新人物往来社、1992年、224 - 225頁